# The Rhythm Masters
The Rhythm Masters waren een Brits houseduo dat in de late jaren negentig zijn grootste successen behaalde met houseplaten onder diverse pseudoniemen. 

## Geschiedenis
Steve Mac (Steve McGuinness) (1965) en Robert Chetcuti ontmoetten elkaar in 1990 tijdens een vakantie op Malta. Steve was al langer actief als dj, terwijl Chetcuti een klassiek geschoold musicus is. Vanaf 1994 begonnen ze samen met het produceren van housemuziek. Er verschenen houseplaten onder allerlei verschillende namen. De doorbraak kwam met een remix van Keep on jumpin  van Todd Terry. Het duo viel al snel op bij Armand van Helden, waardoor ze toetraden tot zijn genootschap Da Mongoloids. In 1995 richtten ze het label Disfunktional Recordings op. In 1995 werd het nummers Let the music hypnotise you van het project Blue Lagoon een wereldwijde clubhit. Dit gold ook voor opvolger The Sweetest dream. Een andere opvallende plaat in deze periode is een cover van de oude raveplaat Don't go van Awesome 3 onder de naam Third Dimension. 
In 2001 kwam het debuutalbum Disconnect your head uit. Hierop was onder andere een bijdrage van zangeres Diane Charlemagne (Urban Cookie Collective) te vinden. Hiervan werden Underground en The Ghetto top 10-hits in de Amerikaanse dancelijsten. In 2002 ging het duo uit elkaar om zich te gaan richten op soloprojecten. 

## Discografie

### Albums
- Disconnect your head (2001)

### Singles
- Maltese Massive – Everybody Shake Your Body (1994)
- Maltese Massive – La Nuela / Confusion (1994)
- RM Project - Rock To The Beat (1994)
- Inner Sense (1994)
- Maltese Massive – Hey Everybody (1995)
- Come On Y'all / Sweet (1995)
- The Fantasy EP (1995)
- Smokin' Rhythms Volume One (1995)
- RM Project – Whatever You Need (1995)
- RM Project – Smokin' Rhythms Volume Two (1995)
- Disco Dubbers – Smokin' Rhythms Volume Three (1995)
- Blue Lagoon - Let the music hypnotise you (1995)
- Masters Of Rhythm - La Coca (1995)
- RM Project – Round And Round (1995)
- RM Project – Slammin! / Something's Groovy (1995)
- RM Project – Such A Rush (1995)
- Masters Of Rhythm - Kick Ya Legs (1995)
- R & S - Show Me Baby (1995)
- Rhythm Robbers – Rhythm Robbers Volume One (1995)
- Rhythm Robbers – Rhythm Robbers Volume Two (1995)
- Dub Masters - Psychopath (1996)
- Get Up, Jump Up (1996)
- RM Project – Delicious / The Beat Kicks (1996)
- Let Me Tell You Something & Hot (1996)
- Third Dimension - Don't Go (1996)
- Maltese Massive – Hi Energy (1996)
- Dub Masters - Forget Me Not (1996)
- Blue Lagoon - The Sweetest Dream (1996)
- Groove Masters - Smokin' Rhythms Volume Five (1996)
- The Squadies – The Return Of The Blunt Man! (1997)
- Come On Y'All (1997)
- EP (1997)
- Blue Lagoon - Loose My Mind EP (1997)
- Fulla Flava Grooves - Chapter One (1997)
- Ibiza In Ibiza (1997)
- Toolz Of Da Trade (Underground Essentials) (1997)
- Deep In The Jungle (1998)
- RM Project - Here Once Again (1998)
- Children Of The Ghetto (Underground Ghetto Beats) (1998)
- Dub Masters - Keep On Searchin' / Clap Your Hands (1998)
- RM Project - Get It Up (1998)
- Disco Dubbers - Ibiza In My Soul (1999)
- Da New Age Funksters (ft. Junior Sanchez) (1999)
- Rhythm Robbers - The Feelin' (Clap Your Hands) (1999)
- U.S. House Dubs EP (1999)
- The Mutator EP (1999)
- Rock your body (ft. Junior Sanchez) (2000)
- 4 The Hard Way EP (2000)
- Kashmir - Low Frequency EP (2000)
- Heavy Soul (2001)
- The Ghetto (2001)
- The Underground (2001)
- Rhythm Robbers -  Rhythmatic Junkies - So Good (2001)
- The Feeling (2004)
- Cocaine (2005)